# Concepció Organ i Valverde
Concepció Organ i Valverde (Calella, 31 de desembre de 1920 – Calella, 9 de febrer de 2018) va ser una poetessa catalana reconeguda per la seva prolífica producció literària i pel seu compromís amb la poesia clàssica. Al llarg de la seva vida, va rebre nombrosos guardons literaris, entre els quals destaca el títol de Mestre en Gai Saber, atorgat pels Jocs Florals de Muntanya.

## Biografia
Concepció Organ va començar a escriure poesia des de molt jove i va guanyar diversos certàmens literaris arreu de Catalunya. Definia el seu estil com a clàssic i fluid, i assegurava que les seves poesies semblaven sorgir de manera natural del seu bolígraf. Recordava especialment els jocs de rodolins amb el seu pare com una de les primeres influències que van despertar el seu amor per la poesia.
Va estar vinculada durant molts anys a l’Associació Amics de la Poesia de Calella, de la qual va ser presidenta, i va participar activament en els Jocs Florals de la ciutat. També va col·laborar assíduament amb la revista Estela, editada per la parròquia de Calella, durant la seva etapa quinzenal.
El 2003, el Ple de l'Ajuntament de Calella li va concedir la distinció de Filla Predilecta de la Ciutat pel seu llegat cultural i la seva contribució a la poesia catalana. Posteriorment, l’any 2011, es va inaugurar l’Espai Poètic Concepció Organ al Parc Dalmau, durant la Festa Major de Sant Quirze i Santa Julita de Calella.
El 2019, en honor a la seva trajectòria, els Amics de la Poesia de Calella van instaurar en els Jocs Florals el Premi Concepció Organ al millor poema inspirat en el mar, un reconeixement a la seva vinculació amb la seva ciutat i la seva passió pel paisatge mariner.

## Obra
Concepció Organ va publicar diverses obres al llarg de la seva vida, entre les quals destaquen:
- De la meva collita (1988)
- Verema tardoral (1993)
- Auques i espurnes (1994)
- De soca-rel: estampes calellenques (1997)
- Aiguabarreig de records i poemes (2002)
- Des del meu capvespre (2009)

A més, alguns dels seus poemes van ser inclosos en antologies com Les cinc branques (1975), Les mil millors poesies de la llengua catalana (1979) i Dones Poetes de la Maresma (2021).

## Estil i llegat
El seu estil poètic es caracteritzava per la rima clàssica, la musicalitat i la capacitat d’evocar emocions senzilles i profundes. Va conrear diversos gèneres poètics, des del sonet fins a la poesia humorística. La seva obra reflecteix l’amor per la seva ciutat natal, Calella, i pel paisatge mediterrani, especialment el mar.
La seva poesia, el seu caràcter afable i la seva implicació amb el món cultural de Calella la van convertir en una figura molt estimada i reconeguda dins la seva comunitat.